# 2002年马来西亚
2000年代马来西亚: 2000年马来西亚 / 2001年马来西亚 / 2002年马来西亚 / 2003年马来西亚 / 2004年马来西亚 / 2005年马来西亚 / 2006年马来西亚 / 2007年马来西亚 / 2008年马来西亚 / 2009年马来西亚

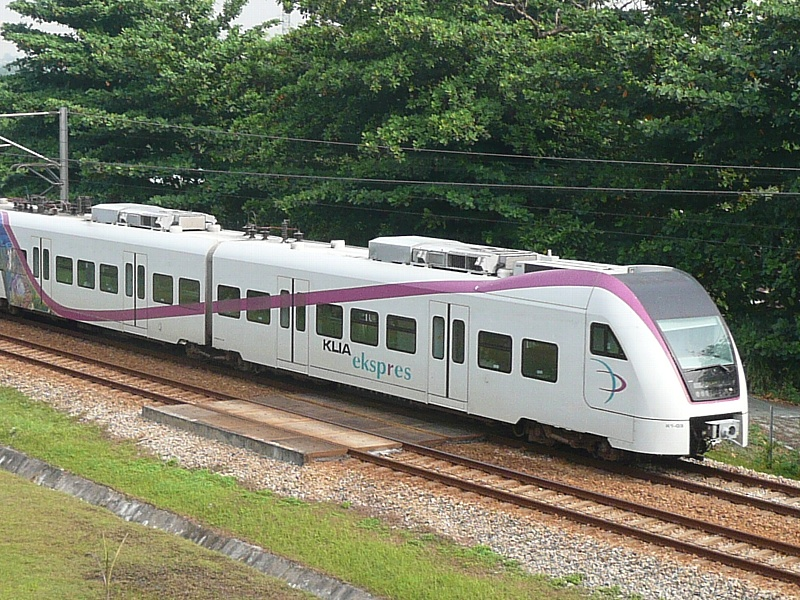
吉隆坡机场快线

2002年的馬來西亞，經歷了首相马哈迪·莫哈末倒數第二年的執政，隔年退位，同時為马来西亚独立日45週年、马来西亚日39週年。

## 国家领导人
- 最高元首：端姑·賽西拉如丁（Tuanku Syed Sirajuddin）（2001年－2006年）
- 首相：

1. 马哈迪·莫哈末（Dato' Seri Mahathir bin Mohamad）（1981年－2003年）

## 大事纪

### 1月
- 1月1日：马哈迪说，马来西亚希望在乔治·沃克·布什的领导下改善与美国的关系[1]。
- 1月5日：国阵公布英特拉加央补选候选人[2]。
- 1月6日：马哈迪说，居住在马来半岛（西马）的砂拉越人可以单独加入巫统，但他们被禁止在砂拉越建立任何巫统分支机构[3]。
- 1月7日
  - 于2001年11月因非法进入马来西亚被捕的棉兰老穆斯林自治区前州长努·密苏阿里与他的七名追随者一起被遣返菲律宾[4]。
  - 外交部长赛哈密说，随着马来西亚与美国之间更好的理解和更密切的关系，两国的关系达到了新的高度[5]。
- 1月8日
  - 柔佛州政府表示，该州近期的水灾已造成超过1360万令吉的损失，是有史以来最严重的一次[6]。
  - 马哈迪在其办公室接待了12名美国国会职员[7]。
  - 马哈迪携夫人茜蒂哈斯玛视察位于柔佛州古来的蒲莱山因上个月泥石流造成的破坏痕迹[8]。他表示州政府和联邦政府将向受害者提供援助[9]。
- 1月25日：外交部向美国大使馆提交了一份备忘录，抗议在关塔那摩湾海军基地严酷对待塔利班囚犯[10][11]。
- 1月29日：吉隆坡证券交易所（KLSE）股价收高[12]。

### 2月
- 2月24日至3月9日：2002年男子曲棍球世界杯（英语：2002 Men's Hockey World Cup）在吉隆坡举行。

### 4月
- 4月14日：马来西亚第一条高速列车吉隆坡机场快铁开通。
- 4月22日：端姑赛·西拉祖丁就任第十二任国家元首[13]。

### 6月
- 6月7日：马哈迪与梵蒂冈教皇若望保禄二世举行历史性会晤[14]。

### 10月
- 10月11日至10月13日：2002年马来西亚摩托车大奖赛（英语：2002 Malaysian motorcycle Grand Prix）
- 10月26日：马哈迪赞扬行政和外交服务部门（PTD）的效率和勤奋[15]。
- 10月27日：巫统政治秘书佐哈里巴哈隆表示，巫统领袖和党员应尊重马哈迪不参加下届大选的决定[16]。

### 11月
- 11月2日：东盟秘书长鲁道夫·塞维里诺表示，马哈迪一直是“东盟的一支重要力量”，在促进马来西亚民族团结方面做出了出色的工作[17]。
- 11月20日：武装部队前参谋总长依斯迈奥玛位于雪兰莪州淡江山景花园的双层洋楼被土崩压塌，其妻子、儿子、女婿、媳妇、2名孙子和2名印尼女佣不幸遇难。（参见：2002年山景花园山体滑坡事件）

### 12月
- 12月22日：马哈迪携代表团和内阁部长抵达泰国，受到热烈欢迎[18]。
- 12月23日：朝鲜承认马来西亚是一个自由和独立的国家[19]。
- 12月23日：马哈迪和泰国首相他信提升两国关系[20]。
- 12月24日：马哈迪表示，马来西亚在高科技领域并不像大多数人认为的那样落后，特别是在信息技术（IT）领域[21]。
- 12月27日：日本财务省表示，日本财务大臣盐川正十郎将对越南和马来西亚进行为期六天的访问，与该国领导人和经济部长举行会谈[22]。

## 出生
- 3月5日：卢克曼·哈基姆，足球运动员
- 3月13日：卡西·伊里斯·利昂娜，网红
- 6月16日：阿尼克·卡斯丹，举重运动员
- 12月25日：伊曼·特洛伊，歌手、模特

## 逝世
- 2月14日：马末·琼，演员
- 6月23日：法兹诺，伊斯兰党主席[23]
- 8月31日：王保尼，第一任槟城首席部长[24]
- 11月5日：卡马鲁查曼，马来西亚服刑时间最长的政治犯、共产党员